# Анкарано
Анкарано (італ. Ancarano) — муніципалітет в Італії, у регіоні Абруццо,  провінція Терамо.
Анкарано розташоване на відстані близько 150 км на північний схід від Рима, 60 км на північний схід від Л'Аквіли, 19 км на північ від Терамо.
Населення — 1882 особи (2014).
Щорічний фестиваль відбувається 29 липня. Покровитель — San Simplicio.

## Демографія
Населення за роками:

Станом на 1 січня 2023 року в муніципалітеті офіційно проживало 178 іноземців з 22 країн, серед них 32 громадяни країн Євросоюзу та 1 громадянин України.

## Сусідні муніципалітети
- Асколі-Пічено
- Коллі-дель-Тронто
- Кастель-ді-Лама
- Контрогуерра
- Сант'Еджидіо-алла-Вібрата
- Спінетолі
- Торано-Нуово